# 公权力
公權力（英語：Public power）分為廣義、狹義2種。廣義指的是政府所擁有，片面決定改變相對機關或相對个人权利義務的力量，如擁有核發許可執照或強制驅離的權力。除此，狹義公權力基本架構與廣義相同，區分在於：狹義公權力力量之行使針對於相對機關或相對私人沒有利益之時，也就是：如果造成私人或相對機關負擔侵害的公權力力量之行使，才稱為狹義公權力。公權力的相對為公權利。公機關公權力之施與對象，在受力之時，得為自己主張一定利益的法律上之權利，稱為公權利。此公權利如源於公權力行使造成之侵害時，則稱為防禦性公權利。